# För ett bättre Makedonien
För ett bättre Makedonien är en valkartell i Makedonien, bestående av följande partier:
- VMRO-DPMNE
- Makedoniens socialistparti
- Demokratiska unionen
- Demokratisk förnyelse av Makedonien
- Förbundet för romer i Makedonien
- Demokratiska turkpartiet
- Demokratiska partiet för serber i Makedonien
- VMRO-NP
- Partija na Zelenite (Gröna Partiet)
- Förenade frigörelsepartiet
- Partiet för rättvisa
- Partiet för Demokratisk aktion i Makedonien
- Partiet för vlaker i Makedonien
- Partiet för romsk integration
- Makedonska folkrörelsen
- Bosniakernas demokratiska parti
- Romernas demokratiska förbund
- Republiken Makedoniens Lantarbetarparti
- Partiet för fullständig romsk lösrivelse från Makedonien

I parlamentsvalet den 1 juni 2008 fick kartellen 79 219 röster (48,33 %) och egen majoritet i parlamentet med 63 av 120 mandat. 	